# Estret McMurdo
L'Estret de McMurdo és una mena de badia d'uns 55 km de llarg i d'ample ocupat permanentment per aigües gelades. L'estret està rodejat per uns 4.000 quilòmetres de costa que s'obre al mar de Ross al nord. La Royal Society Range s'aixeca des del nivell del mar fins a 4.205 m. en la costa occidental. La plataforma de gel McMurdo fixa el límit sud de l'estret de McMurdo. L'illa Ross, un punt de partida històric per a exploradors polars, designa el límit oriental. El volcà actiu Erebus de 3.794 m. domina l'illa Ross. A la costa sud de l'estret estan ubicades la base científica dels Estats Units, l'estació McMurdo, i la de Nova Zelanda, Base Scott. Menys d'un 10 per cent de la costa de l'estret McMurdo està lliure de gel.
El capità James Clark Ross va descobrir l'estret, que és a uns 1.300 km del pol Sud, el febrer de 1841 i li va posar el nom del lloctinent del vaixell Terror, l'Archibald McMurdo. El lloc avui serveix com a ruta de re-subministrament per a vaixells de càrrega i per a aeronaus que aterren sobre plataformes de gel prop de l'Estació McMurdo. Tanmateix, l'ocupació contínua de l'Estació McMurdo per científics i personal de suport des de 1957-58 ha convertit la badia de Winter Quarters en un port fortament contaminat.
La banquisa que envolta la costa a la badia Winter Quarters i en qualsevol altre lloc de l'estret, representa un obstacle formidable pels vaixells de superfície. Els vaixells requereixen bucs reforçats per al gel i sovint han de dependre de l'escorta de trencaglaços. Aquestes condicions extremes han limitat l'accés als turistes, que altrament estan apareixent en nombre creixent a les aigües obertes de la Península Antàrtica. Els pocs turistes que arriben a l'estret de McMurdo troben un paisatge espectacular amb albirament de fauna entre les que es compten les orques, foques i pingüins emperador.
Els freds corrents circumpolars de l'Oceà del Sud redueixen el flux calent del Pacífic Sud o les aigües atlàntiques del sud que arriben a McMurdo i a altres punts de la costa Antàrtica. Els gèlids vents provinents de la plataforma polar Antàrtica que arriben a McMurdo fan de l'Antàrtida el continent més fred i més ventós del món. A l'estret el mar es congela en superfície durant hivern, aproximadament uns 3 metres de gruix. L'estiu austral fa que la banquisa es trenqui. El vent i els corrents desplacen el gel cap al nord al mar de Ross, provocant corrents inferiors fredes que vessen a les conques oceàniques del món. Les temperatures durant els foscos mesos d'hivern a l'estació McMurdo baixen per sota dels -50,6 °C. El desembre i gener són els mesos més càlids, amb màximes de -1 °C.

## Galeria

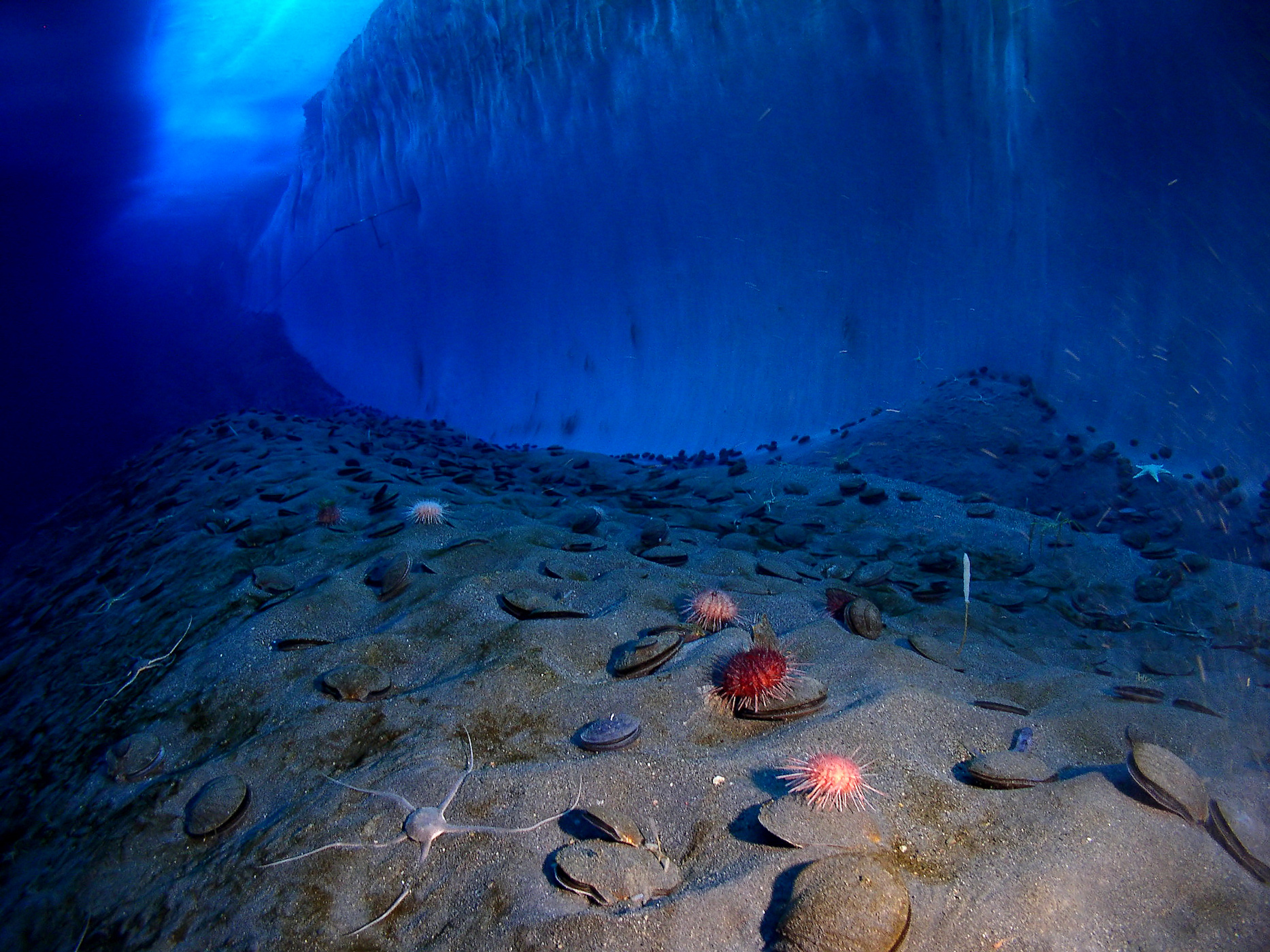
Vida marina a McMurdo Sound
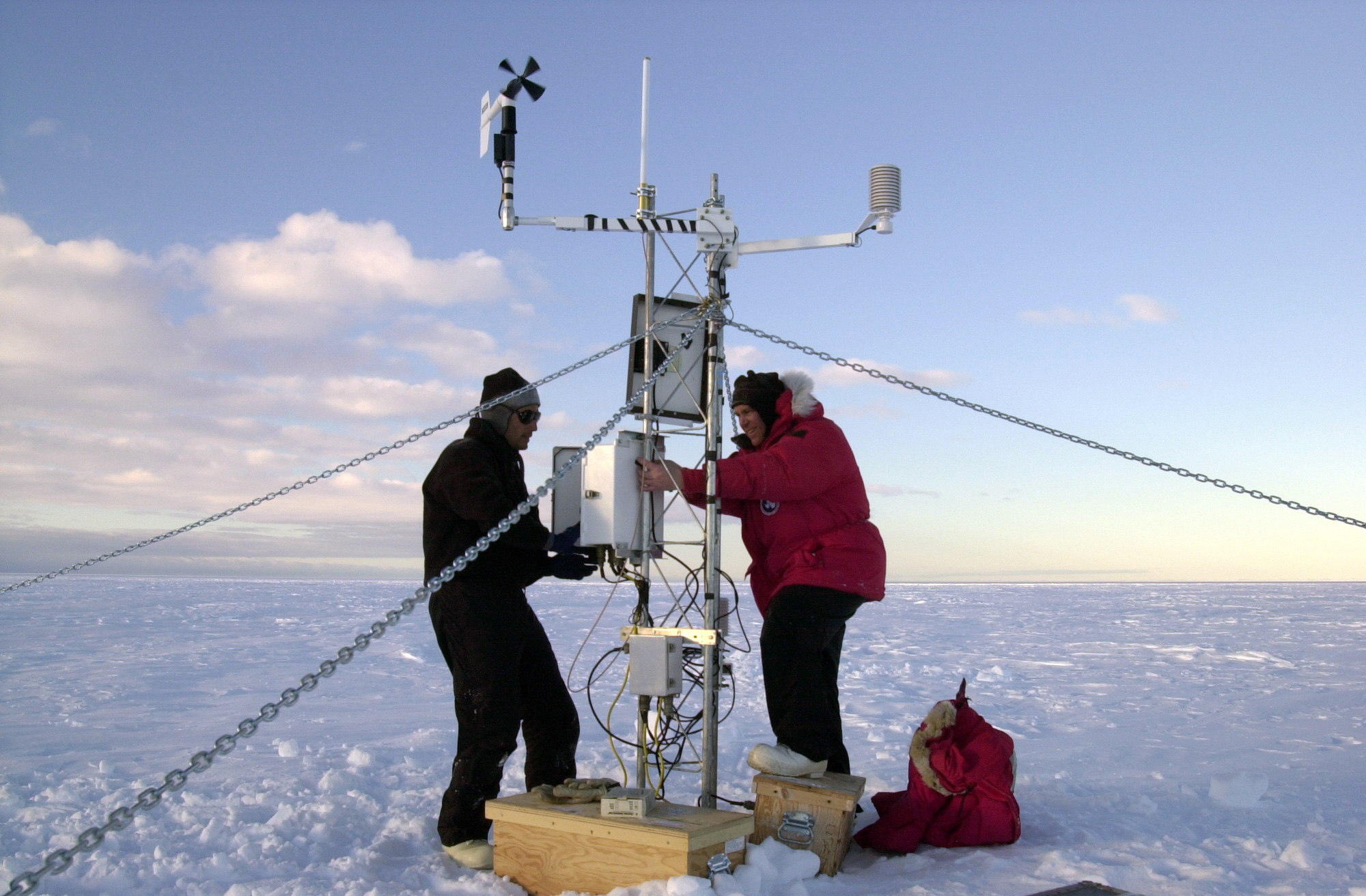
Instruments meteorològics a l'Iceberg B-15A
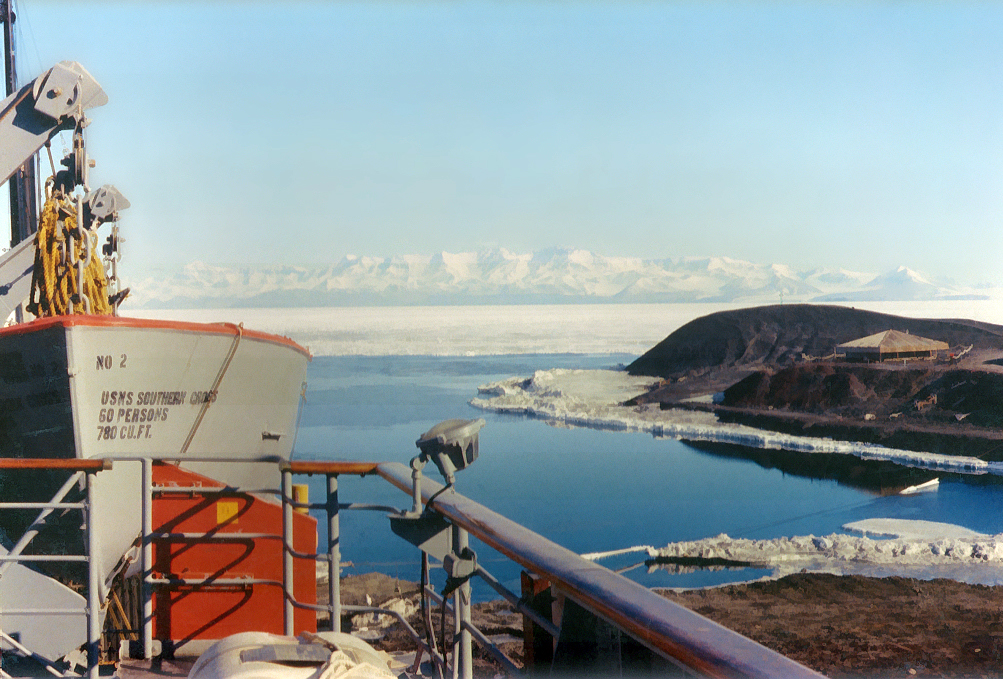
Winter Quarters Bay a l'estació McMurdo
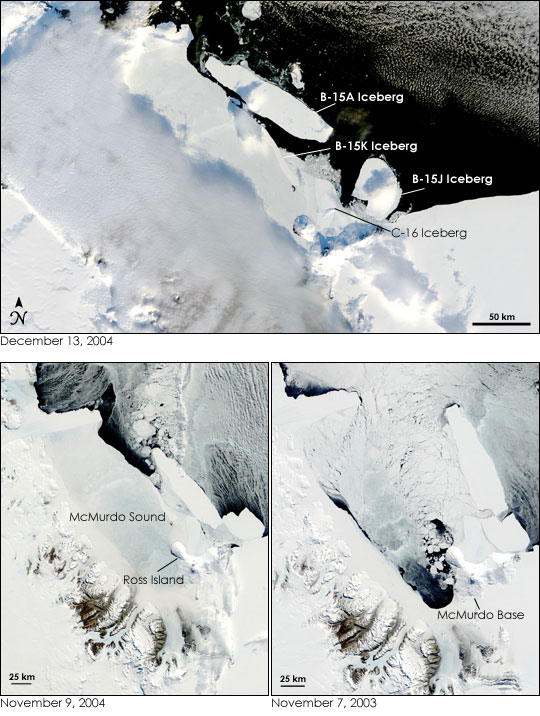
Iceberg B-15A a McMurdo
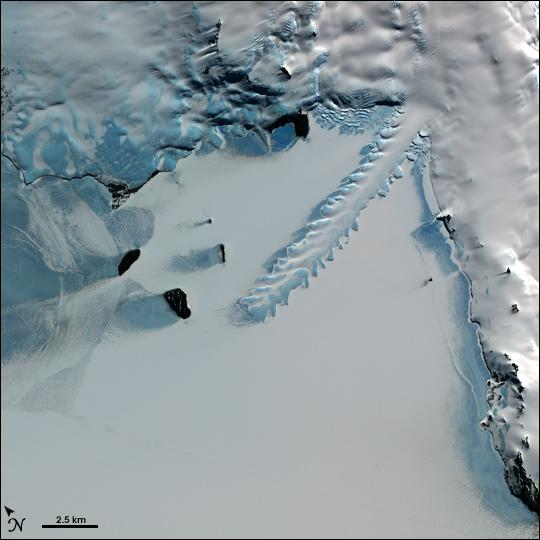
Llengua de gel de l'Erebus. NASA, imatge de satèl·lit
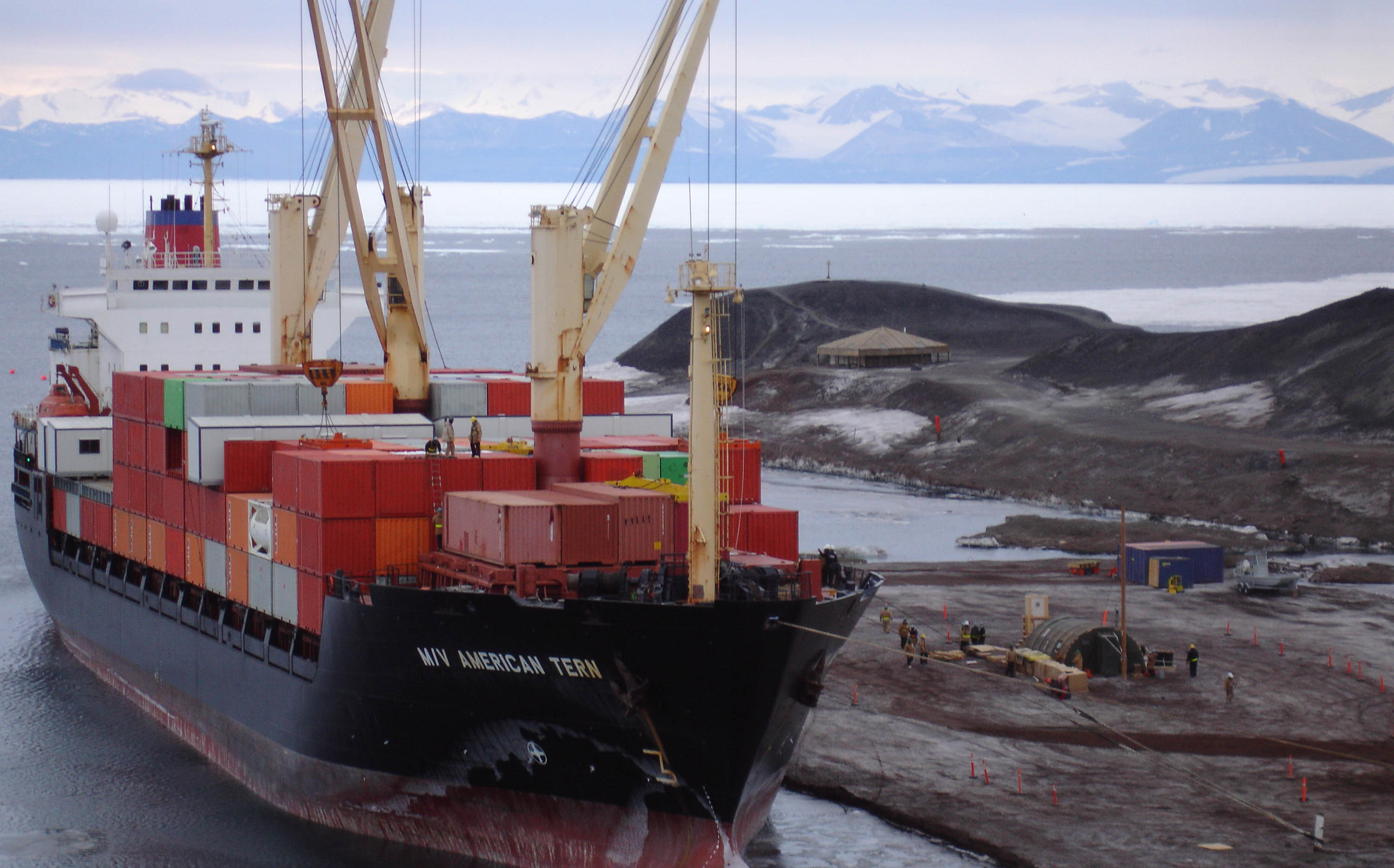
MV American Tern portant provisions a l'estació McMurdo

1. ↑  La denominació original "Sound" es fa servir per a fiords, cales o estrets, si bé la més habitual és aquesta darrera.
2. ↑  Christine Elliott «Còpia arxivada». New Zealand Geographer, 61(1), maig 2005, pàg. 68-76. Arxivat de l'original el 2018-12-15. DOI: 10.1111/j.1745-7939.2005.00005.x [Consulta: 12 novembre 2008]. «Còpia arxivada». Arxivat de l'original el 2018-12-15. [Consulta: 12 novembre 2008].
3. ↑  National Science Foundation. «NSF 92-134 Facts about the US Antarctic Program», 07-11-1994. [Consulta: 23 maig 2007].

- A Special Place, Arxivat 2007-02-12 a Wayback Machine. Australian Government Antarctic Division.
- Antarctic Connection Arxivat 2007-04-04 a Wayback Machine..
- Antarctica New Zealand Information Sheet. Arxivat 2007-03-07 a Wayback Machine.
- Antarctic Climate & Ecosystems: Cooperative Research Center Arxivat 2006-10-04 a Wayback Machine.
- The Aster Project Arxivat 2011-05-15 a Wayback Machine..
- British Antarctic Survey Arxivat 2007-01-12 a Wayback Machine..
- Clarke, Peter; On the Ice, Rand McNally & Company 1966.
- Evolution of antifreeze glycoprotein gene from a trypsinogen gene in Antarctic notothenioid fish, Proceedings of the National Academy of Sciences of the United States December 2006.
- Field Manual for the U.S. Antarctic Program. Arxivat 2007-03-06 a Wayback Machine.
- First Ever Voyages, Quark Expeditions Arxivat 2007-01-14 a Wayback Machine..
- Fresh Fish, Not Frozen, Arxivat 2006-11-27 a Wayback Machine. Origins: Antarctica. Scientific Journeys from McMurdo to the Pole.
- Frozen continent: Time to clean up the ice, New Zealand Herald. January 6, 2004.
- Historical Development of McMurdo Station, Antarctica, an Environmental Perspective, Arxivat 2009-02-25 a Wayback Machine.Department of Geography, Texas A&M University; Geochemical and Environmental Research Group, Texas A&M; Uniondale High School, Uniondale New York.
- Ice Bomb Goes Off. Arxivat 2006-12-09 a Wayback Machine. National Geographic.
- Icebreakers Clear Channel into McMurdo Station. February 3, 2005.
- International Association of Antarctica Tour Operations (IAAT0) Arxivat 2004-07-04 a Wayback Machine..
- Laboratory for Applied Biotelemetry & Biotechnology Arxivat 2006-12-30 a Wayback Machine..
- Management Plan for Antarctic Specially Protected Area (ASPA) No. 121. Arxivat 2007-03-07 a Wayback Machine. Antarctica New Zealand.
- MCMURDO DRY VALLEYS REGION, TRANSANTARCTIC MOUNTAINS Arxivat 2006-12-06 a Wayback Machine., National Science Foundation
- McMurdo Station Weather (USA Today).
- NASA's Earth Observatory Arxivat 2006-10-10 a Wayback Machine..
- NewsRx.com
- National Public Radio
- Paint polluting Antarctic, Herald Sun; Melbourne, Australia. May 21, 2004.
- Runaway Iceberg, Reed Business Information, UK; April 16, 2005.
- U.S., Russian icebreakers open path to Antarctic base. USA Today; February 6, 2005.
- The Guardian
- U.S. Antarctic Base at McMurdo Sound a Dump, Reuters News Agency. December 29, 1991.
- Understanding polar weather, USA Today. May 20, 2005.
- Underwater Field Guide to Ross Island & McMurdo Sound.[Enllaç no actiu]
- U.S. Antarctic Program.
- Where the Wind Blows, Arxivat 2007-03-06 a Wayback Machine. Anatarctic Sun. January 28, 2001.
- Why is Antarctica so cold?, Arxivat 2007-01-08 a Wayback Machine. Antarctic Connection.